# 다이하드

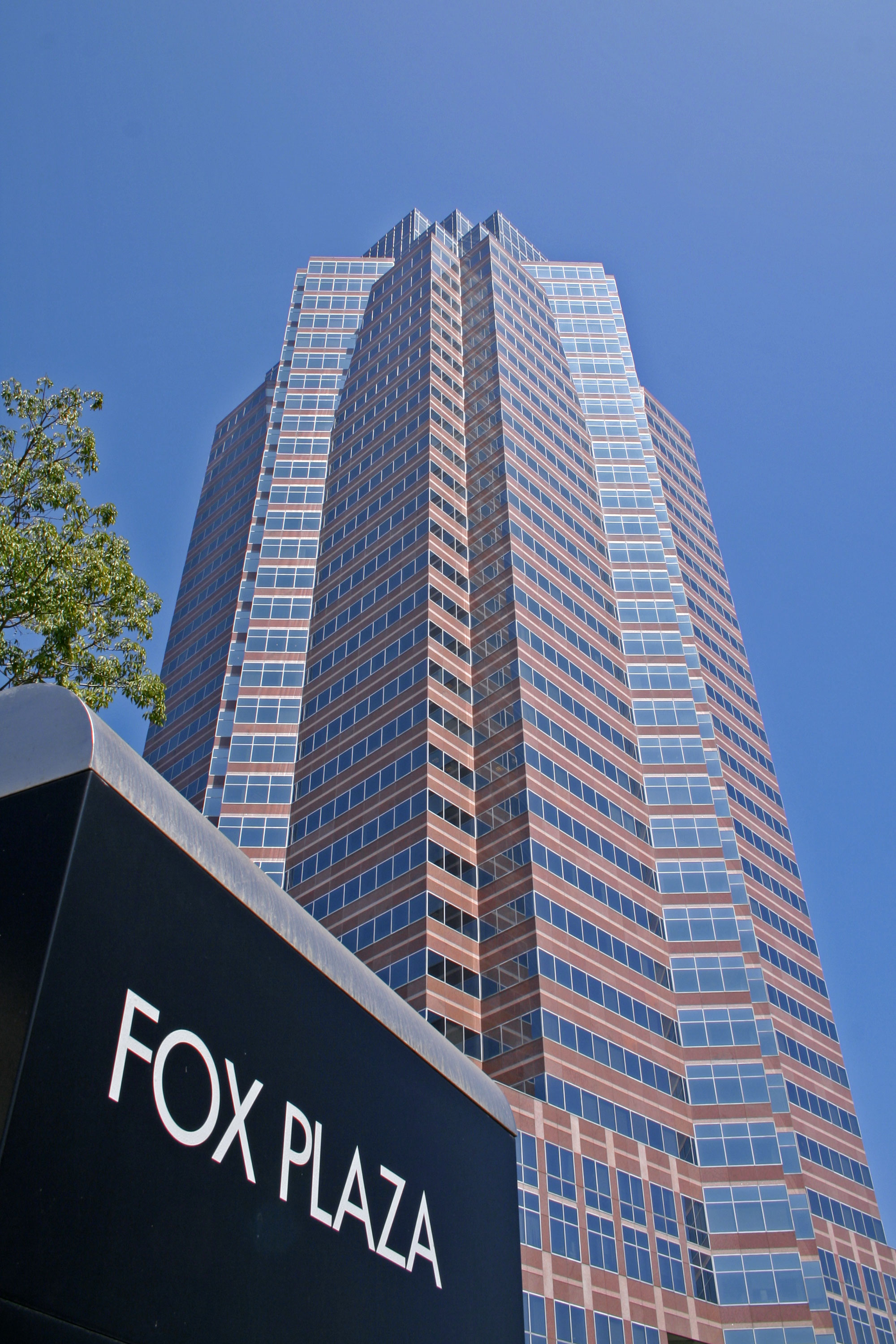
나카토미 빌딩의 촬영장으로 사용된 폭스 플라자 건물.

《다이하드》(영어: Die Hard)는 1988년 개봉한 미국의 액션 영화이다. 로더릭 소프가 쓴 소설 《영원한 것은 없다》(Nothing Lasts Forever)를 바탕으로 존 맥티어넌 감독이 연출하였고, 브루스 윌리스, 앨런 릭맨이 주연으로 출연하였다. 뉴욕 경찰 존 매클레인이 아내를 만나러 LA에 왔다가 건물 테러 사건에 휘말리면서, 테러 조직을 일망타진하고 아내를 구출한다는 내용이고 흥행과 비평 양면에서 성공을 거두어 이후 시리즈로 이어지게 되었다.

## 줄거리
뉴욕 경찰국의 존 매클레인은 크리스마스를 맞아, 캘리포니아 로스앤젤레스에서 별거 중인 아내와 아이들을 만나러 간다. 공항에 도착해 리무진 기사 아가일의 차를 타고 아내가 일하는 일본계 기업 '나카토미 코퍼레이션'의 본사로 이동한다. 아내 홀리는 남편의 경찰 일로 관계가 소원해진 후 결혼전 성인 '제나로'로 바꾸고 회사에서 부지점장으로 재직하며 승승장구하고 있었다. 오랜만에 만난 부부는 처음에는 재회를 반기지만, 곧 사소한 문제로 다투게 된다. 매클레인이 잠시 옷을 갈아 입는 사이, 테러 조직이 건물을 습격한다.
서독 출신의 한스 그루버가 이끄는, 유럽인 중심의 과격파 무장 테러 조직은 건물의 연락망을 전부 차단하고 곧 홀리를 비롯한 사람들을 인질로 잡는다. 한스는 나카토미의 간부 타카기를 지목하여 건물 금고의 암호를 요구하지만 타카기는 모른다고 잡아떼고, 그루버는 가차없이 그를 쏘아 죽인다. 그러고는 해커인 부하 시오를 시켜 금고를 해킹하게 한다. 한편 일련의 사태에서 슬그머니 몸을 숨긴 매클레인은 타카기 살해를 목격하고 적의 규모를 파악한 뒤에, 우선 화재 경보를 울려 적들을 혼란시킨다. 그러나 그루버가 부하를 시켜 소방서에 실수임을 통보함으로써, 소방대는 발길을 돌린다. 조직원인 토니가 경보를 울린 방해꾼을 찾으려고 오자, 매클레인이 토니를 기습하여 죽인다. 매클레인은 토니의 기관총을 취하고, 무전기를 들어 경찰에 신고한다. 그리고 토니의 시체에 테러범을 조롱하는 글귀를 써서 돌려보낸다.
신고를 받고 근처를 순찰하던 파월 경사가 경찰차를 타고 나카토미 빌딩에 도착한다. 그러나 경비원으로 위장한 테러범에 속아서는 부주의하게 둘러보기만 한 뒤 돌아가려고 한다. 애가 탄 매클레인은 마침 그를 공격한 테러범의 시체를 창 밖으로 던져 파월 경사의 경찰차 위에 떨어뜨린다. 그제서야 테러범들은 총격을 가하고 당황한 파월 경사는 달아나서 LA 경찰국에 상황을 알린다. 매클레인은 테러범의 시체를 뒤져 C4 폭탄을 발견하고 챙겨둔다. 그리고 무전기를 통해 파월 경사에게 연락해서, 가명으로 테러 조직의 규모와 현 상황 등을 설명한다. 그렇지만 파월 경사의 신고로 도착한 경찰국의 로빈슨 국장은 매클레인의 정체를 의심하며, 매클레인의 경고를 무시하고 SWAT 무장팀을 투입한다. 그러자 테러 조직은 대전차 미사일을 준비해 대응한다. 다행히 매클레인이 C4 폭탄을 터뜨려 그들을 막는다.
한편 인질로 잡혀 있던 홀리의 동료 엘리스가 그루버에게 비즈니스를 들먹이며 교섭을 시도한다. 엘리스는 방해꾼의 정체가 매클레인이라고 발설해버리고, 그루버는 그를 이용해 매클레인에게 폭약을 넘기라고 종용한다. 매클레인이 거부하자 그루버는 엘리스를 죽인다. 이후 그루버는 매클레인이 있는 옥상에 올라가서 폭약을 찾다가 매클레인과 마주치는데, 이때 인질인 척 연기하여 환심을 산다. 매클레인이 짐짓 안심하며 그루버에게 권총을 주었고 그루버는 정체를 드러내며 협박하지만, 탄약이 빈 총이었다. 그루버의 부하 조직원들이 매클레인을 기습하고 매클레인은 그 중 둘을 죽이지만 결국 폭약은 빼앗기고 만다.
경찰 측에서는 상황이 악화되자 FBI를 부른다. 요원들은 매뉴얼대로 건물의 전력을 차단해 버리고는 기뻐하지만 이는 사실 그루버와 조직의 의도였다. 전력이 끊기자 건물 지하의 금고 문이 열리고 그들이 원했던 각종 고가의 유물들이 나타났다. 이제 그루버는 FBI에게 옥상에 공항으로 갈 헬리콥터를 보내달라고 요구한다. 요원들은 헬리콥터를 보내는 척하며 테러범을 처단하고 인질들을 구출하려 하지만, 그루버는 옥상에 폭탄을 터뜨려 죽음을 위장하고 도망치려는 계획이었다. 매클레인이 이를 알고, 옥상에서 총을 쏘아 위협하며 인질들을 내려 보낸다. 인질들은 살지만 매클레인을 테러범으로 오인하고 사격한 헬리콥터는 결국 폭발에 휘말린다. 매클레인은 소방호스를 묶어 아래층으로 뛰어듦으로써 간신히 살아남는다.
바깥에서는 사건 냄새를 맡은 언론이 움직이기 시작했고, 손버그라는 기자는 매클레인의 집을 찾아가 그의 가족관계를 방송에 알렸다. 방송을 본 그루버는 홀리와 매클레인이 부부라는 것을 알게 되고, 인질 중 홀리만을 데리고 도망치다가 매클레인과 마주친다. 그루버는 홀리에게 총을 겨누고 매클레인을 협박한다. 매클레인은 총을 버리고 투항하는 척하다가, 등 뒤에 테이프로 붙여둔 권총을 빼들어 그루버를 쏜다. 그루버는 뒤로 고꾸라져, 홀리의 손목시계를 잡고 창 밖에 매달린다. 매클레인은 손목시계를 풀어서 그루버를 떨어뜨린다.
한편, 지하주차장에서 대기만 하고 있던 아가일이 도주하던 해커 시오를 차로 들이박아 때려눕힌다. 매클레인은 홀리의 부축을 받고 다른 인질들과 함께 건물을 빠져 나온다. 파월 경사가 그를 알아보고 포옹한다. 그때 살아남은 조직원 하나가 총을 난사하며 뛰쳐 나오나, 파월이 일격에 쏴죽인다. 손버그 기자가 나타나 매클레인에게 인터뷰를 시도하지만 홀리가 주먹을 날린다. 부부는 아가일의 리무진을 타고 현장을 떠난다.

## 출연
- 브루스 윌리스 - 존 매클레인
- 앨런 릭맨 - 한스 그루버
- 알렉산드르 고두노프 - 칼
- 보니 베델리아 - 홀리 지네로 매클레인
- 레지널드 벨존슨 - 앨 파월
- 윌리엄 애서턴 - 리처드 손버그
- 폴 글리슨 - 드웨인 T. 로빈슨
- 하트 보크너 - 해리 엘리스

## SBS 성우진 (1993년 1월 23일)
- 이정구 - 존 맥클레인(브루스 윌리스)
- 신성호 - 한스 그루버(앨런 릭먼)
- 손정아 - 홀리 맥클레인(보니 베델리아)
- 장광 - 파월(레지널드 벨존슨)
- 김정경 - 회사 사장(제임스 시게타)
- 탁원제 - 로빈슨 부국장(폴 글리슨)
- 문영래 - 에디(데니스 헤이든) / FBI 요원(로버트 다비)
- 권혁수 - 마르코(로렌조 커시아런자) / 공항 남자(로버트 레서) / 경찰(맷 랜더스)
- 설영범 - 엘리스(하트 보크너) / 한스의 부하(게리 로버츠)
- 박신영 - 유모(베티 카르바흘로) / 여자 경찰
- 이윤선 - 리처드 쏜버그(윌리엄 애서턴) / 한스의 부하(한스 버링거)
- 유해무 - 칼(알렉산드르 고두노프)
- 유영환 - 한스의 부하(브루노 도욘) / 경찰
- 최문자 - 방송 앵커(메리 엘렌 트레이너)
- 김준 - 테오(클레런스 길야드 주니어) / FBI 요원(그랜드 L. 버쉬)
- 문지현 - 여자 직원(더스틴 타일러) / 루시(테일러 프라이)
- 안종익 - 토니(안드레아스 위스니에우스키)
- 윤병화 - 슈퍼 마켓 주인(킵 월도)
- 이규화 - 방송 앵커(데이빗 어신) / 축구 중계 해설 / 특수부대
- 김영민 - 아가일(데보라 와이트) / 안내원(릭 시세티)